# Isabelle Schlesser
Pour les articles homonymes, voir Schlesser.
Isabelle Schlesser, née le 3 juillet 1973 à Luxembourg-Ville (Luxembourg), est une fonctionnaire et femme politique luxembourgeoise.

## Biographie
Titulaire d'une maîtrise en droit communautaire et d'un DEA en droit européen (Université de Rennes I), elle travaille comme conseillère puis secrétaire générale de Luxinnovation (en) GIE depuis 2013. Depuis 2014, elle est également directrice de l’Agence pour le développement de l'emploi. Par ailleurs, elle est membre du Conseil d’administration et présidente du Comité d’audit interne de la Société nationale des chemins de fer luxembourgeois (CFL).
Isabelle Schlesser est nommée conseillère d’État, le 1er juillet 2016,.